# João Viudes Carrasco
João Viudes Carrasco (Nipoã, 1955) é um advogado e político brasileiro.

## Biografia
Filho de imigrantes espanhóis provenientes da província de Almería, na comunidade autônoma da Andaluzia, João Carrasco mudou-se para Itanhaém aos 12 anos, estudou no Colégio CENI (Jon Teodoresco). Formou-se em Direito, trabalhando como advogado, sendo o precursor da história política da família Carrasco em Itanhaém. Casou-se com Ivelise Maria Salles Padovan Viudes, com quem teve um casal de filhos, o vereador Conrado Carrasco, nascido em 1987, e a estudante de Economia da UFRJ, Bianca Carrasco, nascida em 1991. É irmão mais novo do prefeito Jaime Viudes Carrasco. Começou a se envolver com política durante a ditadura militar brasileira, fazendo oposição ao regime pelo MDB,
Foi o vereador mais jovem a ser eleito na história de Itanhaém, tendo apenas 21 anos quando tomou posse do cargo pela primeira vez em 1977. Cumpriu seu mandato até 1982, sendo Primeiro Secretário da Câmara de 1981 a 1982.  Concorreu ao cargo de prefeito em 1982, perdendo a eleição para Edson Baptista de Andrade. No entanto, foi convidado pelo Governador do Estado de São Paulo, André Franco Montoro para ser Diretor Regional da Superintendencia do Desenvolvimento do Litoral e do Vale do Ribeira.

### Prefeito de Itanhaém
João Carrasco concorreu novamente, agora pelo PMDB, ao cargo de prefeito de Itanhaém em 1996, sendo eleito dessa vez, conseguindo grande vantagem nas urnas em relação aos demais candidatos. Governou Itanhaém de 1997 a 2000, tendo João Molina Cervantes como Vice. Em seu governo, foram construídos e inaugurados o Paço Municipal Anchieta e o prédio da Câmara dos Vereadores, uma vez que antes tanto a Prefeitura quanto a Câmara ocupavam o pequeno prédio na Rua Cunha Moreira. A Prefeitura ainda tornou esse prédio no endereço definitivo da Biblioteca Municipal Poeta Paulo Bomfim. O histórico prédio da Casa de Câmara e Cadeia (o qual é tanto a Cadeia mais antiga do Brasil, quanto o prédio de Câmara de Vereadores mais antigo de nosso país) foi reformado durante seu mandato. Nessa gestão, a Prefeitura construiu várias escolas municipais, dobrando o número de escolas que o município possuía.
Foi durante o Governo de João Carrasco que Xuxa Meneghel pretendeu, associada a investidores, abrir um Gigantesco Parque Temático, o Xuxa Park em Itanhaém. O anúncio oficial foi feito em 1998 e a expectativa era de geração de cinco mil empregos na cidade, os quais seriam no ano todo todo, e não apenas no verão.
Porém, em 1999, alguns projetos em Itanhaém, como a urbanização da orla da praia de Cibratel pela prefeitura, assim como o Xuxa Park, acabaram embargados na Justiça por falta de liberação do IBAMA e da Secretaria Estadual do Meio Ambiente, sendo que o projeto do parque acabou engavetado indefinidamente.